# Ano Lechonia
Ano Lechonia (Grieks: Άνω Λεχώνια) is een stad in de gemeente Volos, Magnesia, Thessalië, Griekenland. In 2011 had het dorp 1.068 inwoners.  Ano Lechonia ligt in het noordwestelijke deel van het schiereiland Pilion, 1,5 km van de Pagasetische Golf, 3 km ten zuidwesten van Agios Georgios Nileias, 4 km ten zuidoosten van Agria en 11 km ten zuidoosten van Volos.

## Naam
De naam Lechonia kan afkomstig zijn van het Slavische woord lech dat "veld" betekent.

## Geschiedenis
Volgens historici zou Ano Lechonia op de plek van de oude stad Methone liggen. Op de heuvel Nevestiki zijn de ruïnes van een oud huis gevonden. Volgens de Griekse mythologie zouden de inwoners van Methone de Argonauten met schepen hebben ondersteund. 
Na vier eeuwen Ottomaanse heerschappij werd Ano Lechonia in 1881 een deel van Griekenland. dit gebeurde na de overdracht van Thessalië aan Griekenland volgens het Verdrag van Berlijn (1878). 
Het werd in 1895 door een spoorlijn verbonden met Volos.

## Inwoners
| Jaar | Inwoners |
| ---- | -------- |
| 1981 | 1,335    |
| 1991 | 1,224    |
| 2001 | 1,220    |
| 2011 | 1,068    |